# Uwe Wittwer

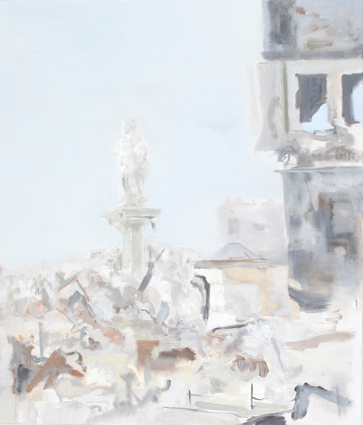
Uwe Wittwer, Ruine, 2005, Öl auf Leinwand, 70 × 60 cm

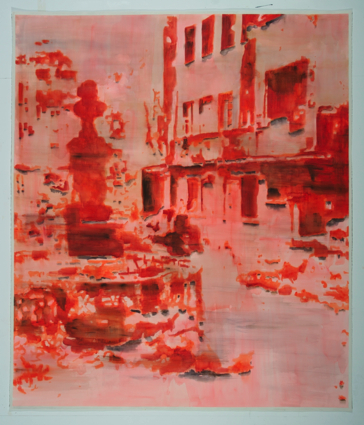
Uwe Wittwer, Ruine, 2007, Aquarell, 180 × 150 cm

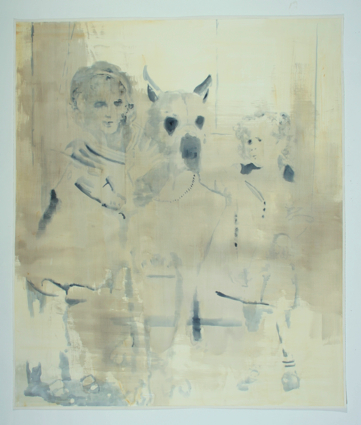
Uwe Wittwer, Doppelportrait mit Hund, 2007, Aquarell, 180 × 150 cm

Uwe Wittwer (* 4. August 1954 in Zürich) ist ein Schweizer Künstler.

## Leben
Wittwer verbrachte seine Schulzeit in Zürich. Von 1974 bis 1977 studierte er an der Höheren Fachschule für Sozialarbeit in Bern. 1979 mietete er sein erstes Atelier. Als Jugendarbeiter in Zürich engagierte er sich im Umfeld der 80er Bewegung. Von 1998 bis 2000 hatte Wittwer einen Gastlehrauftrag an der Universität Witten-Herdecke in Deutschland. Für das Jahr 2008 wurde Wittwer in der Liste der 50 wichtigsten Künstlerinnen und Künstler der Schweiz gelistet. Er lebt und arbeitet in Zürich, Schweiz.

## Werk
Wittwer ist Autodidakt. Sein Frühwerk lässt sich als expressiv abstrakte Malerei bezeichnen. Der Wandel zur gegenständlichen Malerei vollzog er Mitte der 1980er Jahre. Seine erste Einzelausstellung fand 1983 in der Galerie Walcheturm in Zürich statt. Seine Arbeitstechniken umfassen Aquarell, Ölmalerei, Tintenstrahldruck, Druckgrafik und Video. Das Spektrum seiner Motive umfasst anfänglich die Themen Landschaften, Städte, Stillleben und Portraits. Im Laufe der Zeit, reduziert sich sein Themenkreis auf drei Hauptstränge: Idylle, Referenzarbeiten und die Gewaltthematik. Diese Arbeiten beziehen sich vorwiegend auf Innenansichten und Stillleben der klassischen Meister der Niederlande, wie etwa Pieter de Hooch oder Willem Kalf. Die Gewaltthematik zeigt Wittwer in „Freizeitsituationen“ amerikanischer Soldaten im Vietnamkrieg, Ruinen zerbombter Städte, ausgebrannten Einfamilienhäusern. Das Internet ist ihm eine wichtige Bildquelle. Wittwer beschäftigt sich mit der „Frage nach dem, was ein Bild sei“ und der Frage, wie die Erinnerung Bilder verändert.
„Wittwer ist ein Maler mit einem begrenzten, mit einem ritualisierten Vokabular“.
1989 erhielt er das Londoner Atelierstipendium der Stiftung Binz 39 (Zürich). 1994 war er in Paris an der Cité international des arts (Stipendium des Kantons Zürich). Im selben Jahr erhielt er das Eidgenössische Kunststipendium. 1998 fand Wittwer's Einzelausstellung im Helmhaus Zürich statt, wo er zum ersten Mal sein digital bearbeitetes Fotomaterial zeigte, welches seit 1990 Teil seines Werkes ist. 2013 wurden zwei seiner Werke in die Sammlung des Metropolitan Museum of Art New York aufgenommen.

## Ausstellungen (Auswahl)
Einzelausstellungen
- Kunsthalle Bern, CH (1991)
- Museum Schloss Morsbroich, Kunstverein Leverkusen, D (1997)
- Helmhaus Zürich, CH (1998)
- University Art Gallery, Pittsburgh PA, USA (2000)
- Fabian & Claude Walter, Basel (2000, 2002, 2005)
- Kunstmuseum Solothurn, CH (2005)
- Ludwig Forum für Internationale Kunst, Aachen, D (2005)
- Cohan and Leslie Gallery, New York (2008)
- Kunst(Zeug)Haus, Rapperswil-Jona (2008)
- Nolan Judin, Berlin (2009), Fred Jahn, München (2009)
- Haunch of Venison, London (2009, 2011)
- Void, Derry (2012)
- SMAC Gallery, Kapstadt (2012)
- Abbot Hall Art Gallery, Kendal, UK (2013)
- Galerie Judin, Berlin (2013, 2018)
- Parafin, London (2015)
- Lullin + Ferrari, Zürich (2010, 2017, 2013)
- Galerie Peter Kilchmann, Zürich (2019)
- Kunsthaus Grenchen, CH (2019)

Gruppenausstellungen
- Tatort London, Galerie Schübbe, Düsseldorf, D (1996)
- Die Schärfe der Unschärfe, Kunstmuseum Solothurn (1998)
- Swiss Contemporary Art, Sungkok Art Museum, Seoul (1998)
- Schafft Land!, Stadtmuseum Siegburg, D (2000)
- L'Imagine ritrovata Museo cantonale d'Arte, Lugano, CH (2002)
- Big is beautiful Musée d'art et d'histoire de la Ville de Neuchâtel, CH (2002)
- Flower Myth – von Vincent van Gogh bis Jeff Koons, Fondation Beyeler, Basel, CH (2005)
- Reprocessing Reality, P.S.1 MoMA, New York (2006)
- Fade Away and Radiate, Cohan and Leslie Gallery, New York (2007)
- Mythologies, Haunch of Venison Burlington Gardens, London (2009)
- EXHIBITIONISM: The Art of Display, Courtauld Institute of Art, London (2010)
- Watercolour, Tate Britain, London (2011)
- The Observer, Haunch of Venison, Eastcastle Street, London (2012)
- Das Doppelte Bild, Kunstmuseum Solothurn (2013)
- Abraham. Ovid. Das Andere, mit Slawomir Elsner, Lullin + Ferrari, Zürich (2015)
- Die Augen der Bilder – Porträts von Fragonard bis Dumas, Museum Langmatt, Baden (2017)
- Works by..., Galerie Peter Kilchmann, Zürich (2018)
- Journeys with ‘The Waste Land’, Herbert Art Gallery, Coventry (2018)
- Ohne Verfallsdatum, Kunstmuseum Bern, CH (2019)